# (205424) Bibracte
(205424) Bibracte est un astéroïde de la ceinture principale.

## Description
(205424) Bibracte est un astéroïde de la ceinture principale. Il fut découvert par Jean-Claude Merlin le 13 avril 2001 au Creusot. Il présente une orbite caractérisée par un demi-grand axe de 2,68 UA, une excentricité de 0,1 et une inclinaison de 5,05° par rapport à l'écliptique.
Il fut nommé d'après l'ancienne ville gauloise Bibracte, capitale du peuple celte des Éduens, lieu où Vercingétorix fut couronné roi des tribus gauloises durant la guerre des Gaules en 52 av. J.-C.

## Compléments